# Club ukrainien
Le Club ukrainien (en ukrainien : Український клуб), est une association de personnalités publiques ukrainiennes dont le siège était à Kiev. Ce cercle culturel a existé de 1908 à 1912. Il était présidé par le compositeur Mykola Lyssenko. 

## Présentation
Le Club ukrainien fut une association publique littéraire et artistique fondée en 1908 à Kiev. Mykola Lyssenko était l'initiateur de la création de ce cercle intellectuel. Le club réunissait des personnalités de la culture ukrainienne. 
En 1912, il fut fermé par les autorités municipales, il a néanmoins continué d'exister sous le nom de Club Rodyna jusqu'en 1918.
Le Club ukrainien comptait parmi ses membres Olena Ptchilka, Lessia Oukraïnka, Lioubov Ianovska, Maria Zankovetska, Ivan Netchouï-Levytsky, Ilarion Ohienko, Alexandre Tcherniakhivski, Sergueï Yefremov, Ivan Franko, Mykhaïlo Kotsioubynsky, Panas Myrny et Alexandre Olès.
En 2002, le Club ukrainien a été recréé. Aujourd'hui c'est une plate-forme de discussions pour les experts indépendants, les politiciens, les scientifiques, les politologues et le public. Il donne son avis et analyse la situation politique actuelle, prédit des scénarios et propose des projets de décisions.